# Alleanza per l'Europa delle Nazioni
L'Alleanza per l'Europa delle Nazioni (AEN) era un partito politico europeo che raggruppava i partiti di destra, di orientamento conservatore e nazional conservatore di tutto il continente europeo. Gli europarlamentari eletti dai suoi partiti membri hanno aderito dal 1999 al 2009 al gruppo denominato Unione per l'Europa delle Nazioni.

## Storia
Il partito nasce il 25 giugno 2002, sulla scia del gruppo parlamentare Unione per l'Europa delle Nazioni. I suoi principali partiti al primo congresso nel 2002 furono gli italiani di Alleanza Nazionale, il partito irlandese Fianna Fáil, il portoghese Centro Democratico Sociale - Partito Popolare, i francesi gollisti euroscettici del Raggruppamento per la Francia, il Likud israeliano e i LAOS greco.
Con le elezioni europee del 2009 subisce importati defezioni, che lo porteranno al collasso: il Fianna Fáil aderisce al Partito Europeo dei Liberali, Democratici e Riformatori; Alleanza Nazionale confluisce nel Popolo della Libertà, che aderisce al Partito Popolare Europeo; i polacchi di Diritto e Giustizia e i lettoni di Per la Patria e la Libertà aderiscono all'Alleanza dei Conservatori e dei Riformatori Europei. Pertanto il 1º luglio 2009 il partito si scioglie.

## Adesioni
- Albania: Partito Repubblicano d'Albania
- Cipro: Movimento Democratico Combattente (ADIK)
- Estonia: Unione Popolare Estone (ERL)
- Francia: Raggruppamento per la Francia (RPF)
- Grecia: Raggruppamento Popolare Ortodosso (LAOS) e Liga Ellenica (ESESY)
- Irlanda: Fianna Fáil
- Israele: Likud
- Italia: Alleanza Nazionale
- Lettonia: Per la Patria e la Libertà (LNNK)
- Lituania: Partito Democratico Liberale (LDP) e Unione Popolare dei Contadini di Lituania (LVLS)
- Lussemburgo: Partito Riformista di Alternativa Democratica (ADR)
- Polonia: Diritto e Giustizia
- Portogallo: Centro Democratico Sociale - Partito Popolare
- Slovacchia: Movimento per la Democrazia
- Ucraina: Congresso dei Nazionalisti Ucraini
- Ungheria: Partito Provinciale Ungherese